# Seuthesplus perarmatus
Seuthesplus perarmatus is een hooiwagen uit de familie Assamiidae.